# Samuel Ikpefan
Samuel Uduigowme Ikpefan (Annemasse, 19 dicembre 1991) è un fondista francese naturalizzato nigeriano.

## Biografia
È nato a Annemasse in Francia. Ha rappresentato la Francia all'Alpen Cup del 2009. Nel 2011 è uscito dalle convocazioni della nazionale francese ed ha sospeso la sua attività agonistica per cinque anni.
Nel 2018 ha ottenuto la cittadinanza nigeriana ed ha iniziato a gareggiare per la Nigeria. È stato il primo sciatore nigeriano a gareggiare  in Coppa del Mondo, ai campionati mondiali e ai Giochi olimpici invernali, in cui esordì a Pechino 2022 dove sfilò come portabandiera alla cerimonia di apertura. Prima di lui rappresentarono la Nigeria alle Olimpiadi invernali solo i bobbisti Seun Adigun e Ngozi Onwumere e la skeletonista Simidele Adeagbo a Pyeongchang 2018. Ai Mondiali di Planica 2023 si è piazzato 114º nella 15 km e 62º nella sprint e a quelli di Trondheim 2025 è stato 104º nella sprint e non ha completato la 10 km.